# Cadwaladr ap Cadwallon
Cadwaladr ap Cadwallon of Kadwaladyr vendigeit was koning van het  Koninkrijk Gwynedd van ca.655 tot ca.682. Hij was de zoon van koning Cadwallon ap Cadfan. Vermoedelijk was hij nog een kind toen zijn vader sneuvelde tijdens de slag bij Heavenfield in 634 tegen Oswald van Northumbria. Het land werd geregeerd door Cadafael Cadomedd ap Cynfeddw tot ongeveer 655.

## Historische figuur
In 655 verloor Gwynedd zijn leenheer, Penda van Mercia en kon ze geen vuist maken tegen een inval van koning Cenwalh van Wessex in 658. Daarna heerste er de pest van 664, waarbij een groot deel van de Britse Eilanden werd ontvolkt. De pest kwam in golven terug en de golf van 682 werd hem fataal. Hij werd opgevolgd door zijn zoon Idwal ap Cadwaladr.

## Mythische figuur
Cadwaladr komt voor in het Boek van Taliesin in het gedicht Armes Prydein uit de 10de eeuw, samen met Conan Meriadoc, koning van Bretagne.
De middeleeuwse schrijver Geoffrey van Monmouth verward zijn levensverhaal met die van koning Cædwalla van Wessex. Cædwalla, een tijdgenoot, trad af en ging op pelgrimstocht naar Rome, waar hij kort nadien stierf.
Cadwaladr zou ook de bedenker zijn van de vlag van Wales, de Rode Draak. Tijdens de Rozenoorlogen (1455-1485), waarbij twee adellijke dynastieën, het Huis Lancaster en het Huis York, vochten om het koningschap van Engeland, keerde men terug in de stamboom tot Cadwaladr om hun rechtmatigheid te onderstrepen.